# Santa Maria di Licodia
Santa Maria di Licodia – miejscowość i gmina we Włoszech, w regionie Sycylia, w prowincji Katania.
Według danych na rok 2004 gminę zamieszkuje 6745 osób, 259,4 os./km².